# Levenshulme
Levenshulme – dzielnica w Manchesterze, w Anglii, w hrabstwie Wielki Manchester, w dystrykcie metropolitalnym Manchester. W 2011 dzielnica liczyła 15430 mieszkańców.